# Glasraffinerie
Eine Glasraffinerie ist ein glasverarbeitender Betrieb, in dem Rohglas aus Glashütten durch verschiedene Arbeitsprozesse veredelt wird.
Es gibt dabei sowohl materialabtragende Verfahren wie Schleifen oder Gravieren, Ätzen und Sandstrahlen als auch materialauftragende Verfahren wie Bemalen, Bedrucken und Vergolden oder Verspiegeln des Glases.
Dazu zählt auch das Brennen von Rohglas zur Beseitigung von Glasbruchkanten oder zum Verändern der optischen und/oder haptischen Glasoberfläche.
Ein Zentrum der Glasraffinierung lag in Nordböhmen.